# Alfa-pirrolidinopentiofenona
La α-pirrolidinopentiofenona (también conocida como α-pirrolidinovalerofenona, α-PVP, O-2387, β-ceto-prolintano, prolintanona o desmetilpirovalerona) es un estimulante sintético de la clase de las catinonas desarrollado en la década de 1960 que se ha vendido como una droga de diseño.
Coloquialmente, a veces se le llama flakka.
La α-PVP está químicamente relacionada con la pirovalerona y es el análogo cetónico del prolintano.

## Efectos adversos
La α-PVP, al igual que otros psicoestimulantes, puede causar hiperestimulación, paranoia y alucinaciones. Se ha informado que la α-PVP fue la causa, o una causa contribuyente importante, de muerte en suicidios y sobredosis causadas por combinaciones de medicamentos. La α-PVP también ha sido vinculada con al menos una muerte por edema pulmonar y enfermedad coronaria aterosclerótica moderadamente avanzada cuando se combinó con pentedrona.
Según Craig Crespi en la revista Case Reports in Psychiatry: "Se sabe que los síntomas escalan fácilmente a delirios aterradores, paranoia, agitación extrema y una multitud de otros estados mentales alterados". Los efectos adversos comunes de la α-PVP están en línea con otros psicoestimulantes e incluyen:
- Alucinaciones
- Psicosis paranoide
- Agitación
- Estado mental alterado

Además, el delirio agitado puede ocurrir como un efecto adverso de la α-PVP, que conlleva su propio conjunto de síntomas, que incluyen ansiedad, agitación, arrebatos violentos, confusión, mioclonías y convulsiones, con síntomas clínicos que incluyen taquicardia, hipertensión, diaforesis, midriasis e hipertermia.

## Farmacología
La α-PVP actúa como un inhibidor de la recaptación de norepinefrina-dopamina con valores IC50 de 14,2 y 12,8 nM, respectivamente, similares a su derivado metilendioxi MDPV. Al igual que otras catinonas, se ha demostrado que la α-PVP tiene efectos de refuerzo en ratas.

## Química
La α-PVP no reacciona con el reactivo Marquis. Da una reacción gris/negra con el reactivo de Mecke.

## Detección en fluidos corporales
La α-PVP se puede cuantificar en sangre, plasma u orina mediante cromatografía líquida-espectrometría de masas para confirmar un diagnóstico de intoxicación en pacientes hospitalizados o para proporcionar evidencia en una investigación médico legal de muerte. Se espera que las concentraciones de α-PVP en sangre o plasma estén en un rango de 10–50 μg/L en personas que usan la droga de manera recreativa, 100 μg/L en pacientes intoxicados y 300 μg/L en víctimas de sobredosis aguda.